# Parc national du Lake District
Pour la région, voir Lake District.
Le Lake District est un parc national anglais qui fait partie du Cumbria. Avec ses 2 280 km2 de lacs et de montagnes, c'est le plus grand parc national d'Angleterre. On y trouve les montagnes les plus hautes d'Angleterre, dont Scafell Pike (978 m), son point culminant. La région, royaume du randonneur, est connue pour être l'inspiration des Lakistes, notamment William Wordsworth.

## Géographie
Le parc national du Lake District s'étend sur environ 55 km de diamètre. À l'ouest du parc se trouve la mer d'Irlande, et au nord, à l'est et à l'ouest se trouve le reste du comté de Cumbria. Le parc est montagneux, ses caractéristiques sont le résultat de la glaciation, la dernière étant la glaciation de Würm. La glace a été à l'origine de la formation des vallées glaciaires, plusieurs hébergeant des lacs auxquels la région doit son nom. On trouve dans le parc des cirques glaciaires. En ce qui concerne la flore, on y trouve des droséras fougères, des callunes, des pins et des chênes. En ce qui concerne la faune, on y trouve des écureuils roux, des aigles royaux et des poissons du genre salvelinus, originaires du parc.  

### Divisions
Le parc est divisé en neuf parties : 
- Le nord, où siège Skiddaw, lac Bassenthwaite et Keswick
- Le nord-ouest, entre les vallées de Borrowdale et Buttermere
- L'ouest, entre Buttermere et Wasdale, où se trouve Wast Water, le lac le plus profond d'Angleterre
- Le centre, la partie la plus basse, une dorsale entre Loughrigg Fell et Keswick
- L'est, où siège Helvellyn, le troisième plus haut sommet d'Angleterre
- L'extrême est, High Street est le clou, plat en général
- Le mi-ouest, limitrophe de la Mer d'Irlande, où se trouvent Scafell Pike et Sca Fell, les deux plus hautes montagnes d'Angleterre.
- Le sud-ouest, avec la ville de Coniston et son lac.
- Le sud-est, entre Coniston et le lac Windermere, le plus grand d'Angleterre, et la ville de Kendal.

### Fells

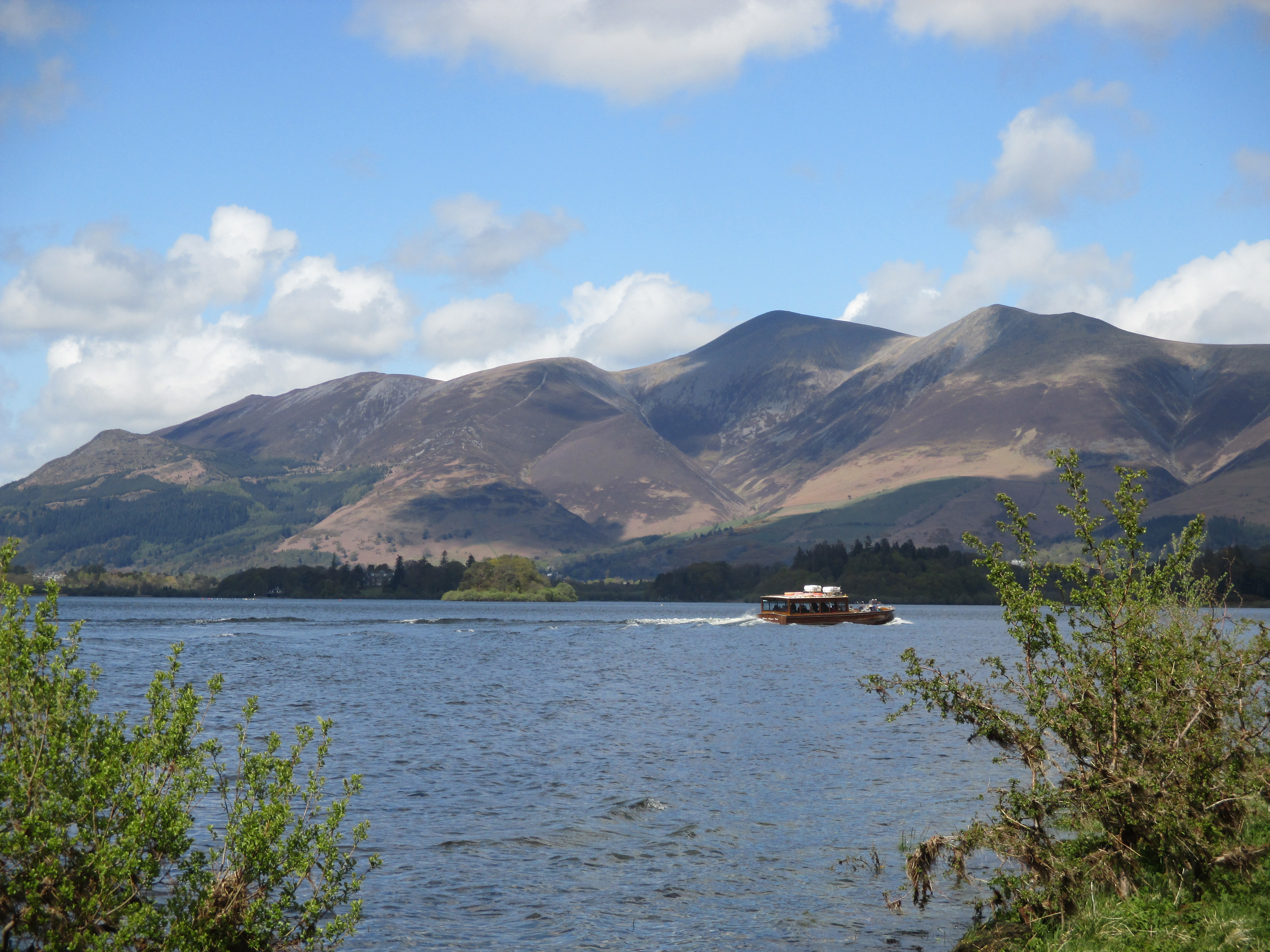
Skiddaw

Les 25 fells (montagnes) les plus hauts sont : 
1. Scafell Pike, 978 m
2. Scafell, 965 m
3. Helvellyn, 951 m
4. Skiddaw, 931 m
5. Great End, 910 m
6. Bowfell, 902 m
7. Great Gable, 899 m
8. Pillar, 892 m
9. Nethermost Pike, 891 m
10. Catstycam, 889 m
11. Esk Pike, 885 m
12. Raise, 883 m
13. Fairfield, 873 m
14. Blencathra, 868 m
15. Skiddaw Little Man, 865 m
16. White Side, 863 m
17. Crinkle Crags, 859 m
18. Dollywaggon Pike, 858 m
19. Great Dodd, 857 m
20. Grasmoor, 852 m
21. Stybarrow Dodd, 843 m
22. St Sunday Crag, 841 m
23. Scoat Fell, 841 m
24. Crag Hill, 839 m
25. High Street, 828 m

## Tourisme
Le Lake District est une destination touristique populaire qui offre beaucoup d'activités, surtout de plein air, telles que la randonnée, le VTT, la voile (sur le lac Windermere). Il y a un chemin de fer à voie étroite populaire auprès des touristes, le Ravenglass and Eskdale Railway, et des bateaux de plaisance, notamment sur le lac d'Ullswater. La région devint un parc national en 1951, et donc est bien protégée contre l'industrie.
Le circuit des poètes est un itinéraire dans la partie centrale du Lake District qui évoque les poètes (Wordsworth, Coleridge et Southey) qui furent inspirés d'une façon ou d'une autre par les paysages de la région des lacs.

## La magie du Lake District
Les sommets arrondis du Cumberland, un vieux massif hercynien qui culmine à 978 m au Scafell Pike, entourent la « région des lacs », au nord-ouest de l'Angleterre. Elle est sillonnée de profondes vallées, héritage des glaciers du quaternaire qui ont cédé la place à d'innombrables lacs... Leurs eaux miroitent entre des rives boisées, parfois abruptes, protégées par des murets en schiste. Leurs versants, couverts de bruyère, sont souvent noyés dans la brume. Au XIXe siècle, la magie du Lake District exalta le sentiment de la nature chez toute une génération de poètes romantiques. La région, naguère vouée à l'élevage des moutons, attire à présent de nombreux visiteurs.

## Littérature
La région jouissait d'un rapport intime avec la littérature anglaise aux XVIIIe et XIXe siècles, surtout grâce à la poésie de William Wordsworth, dont The Daffodils (les jonquilles), inspirée des jonquilles sur la rive d'un lac de la région. Wordsworth a vécu la majorité de sa vie dans le Lake District. 
D'autres écrivains qui ont passé beaucoup de leur vie au Lake District sont Hartley Coleridge (gisant à présent dans un cimetière à Grasmere dans le parc), son père Samuel Taylor Coleridge, Thomas Arnold, Harriet Martineau, John Ruskin, Thomas de Quincey et John Wilson, Beatrix Potter, Arthur Ransome et Hugh Walpole.

## Galerie

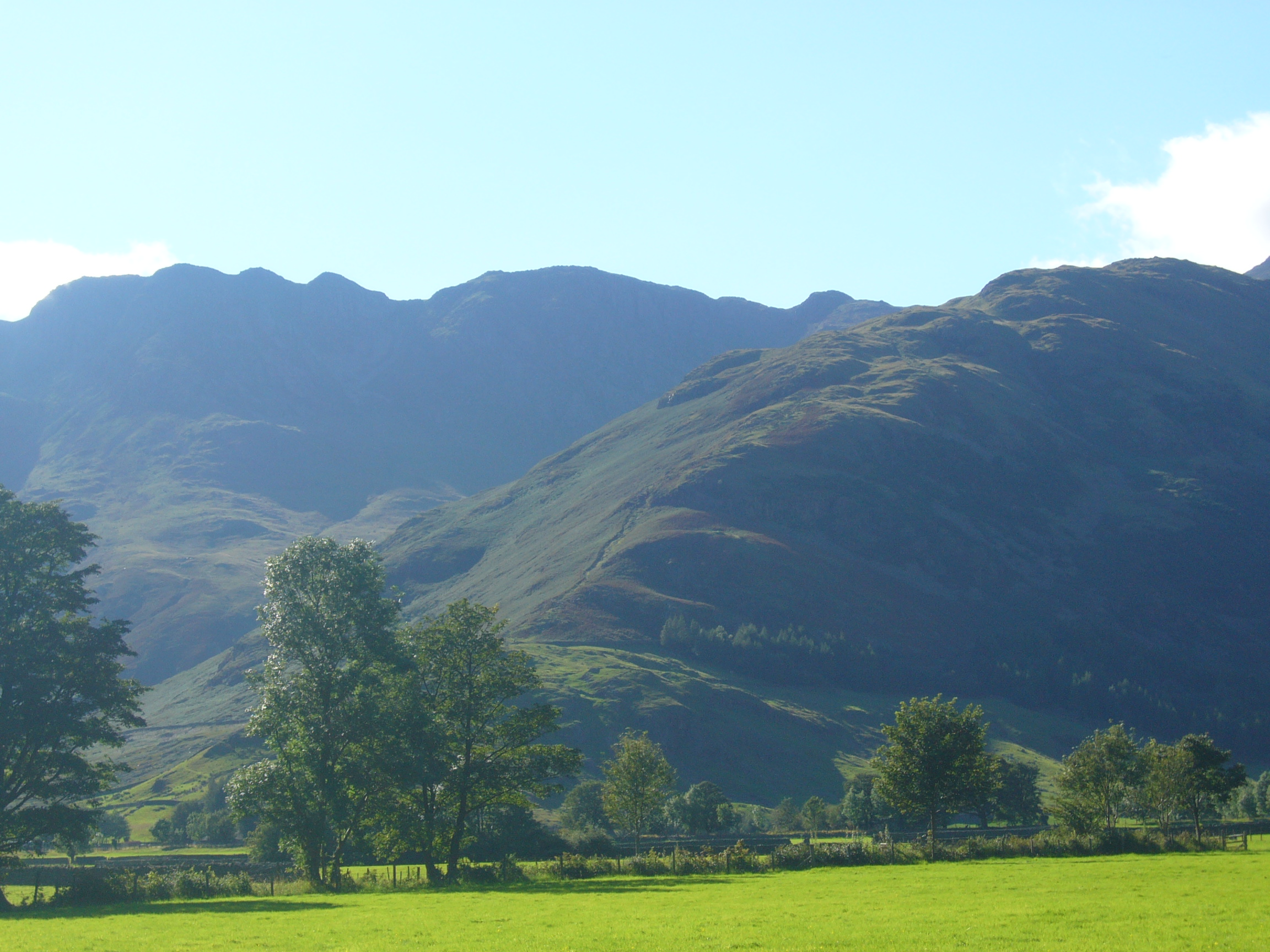
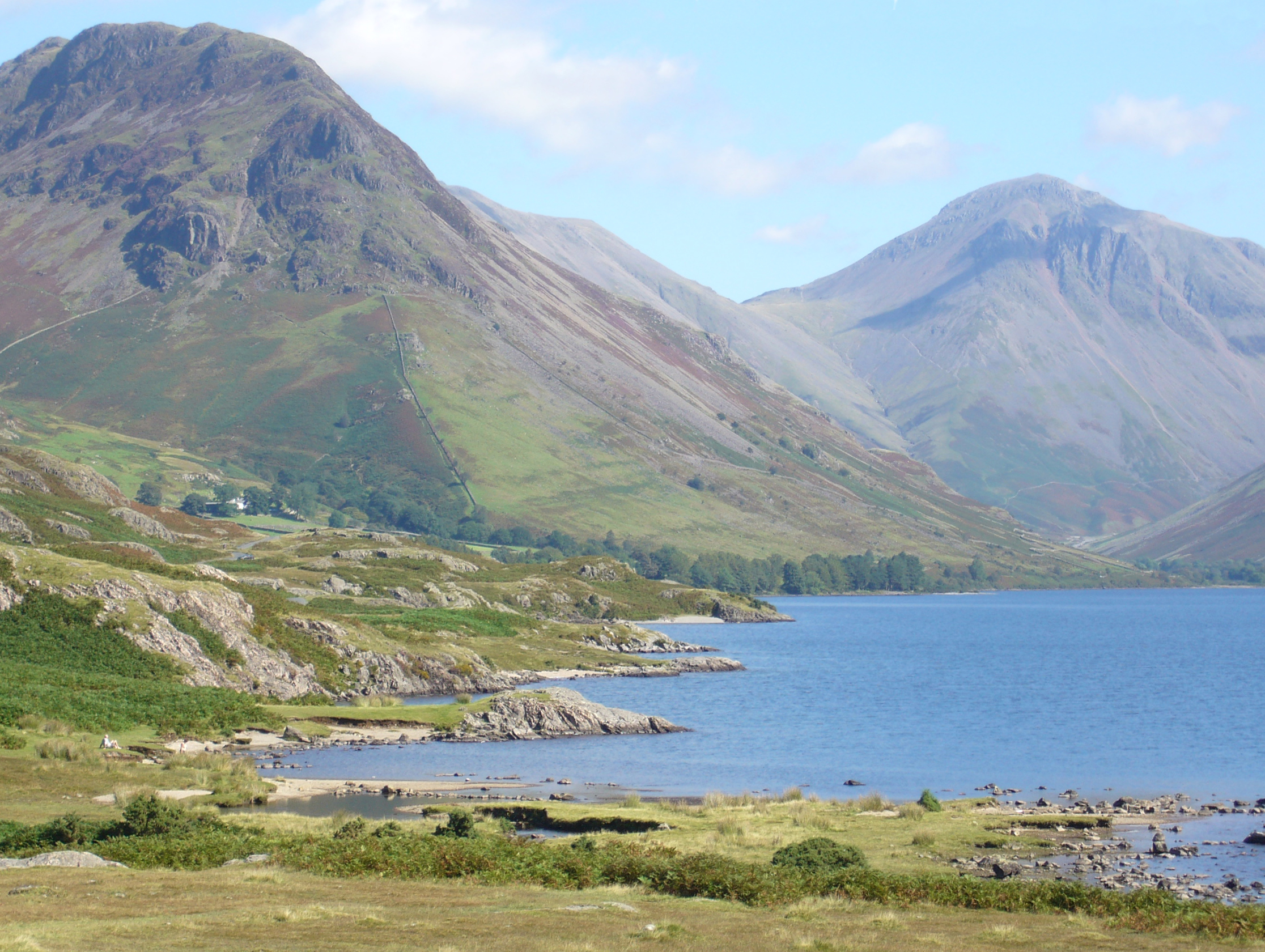
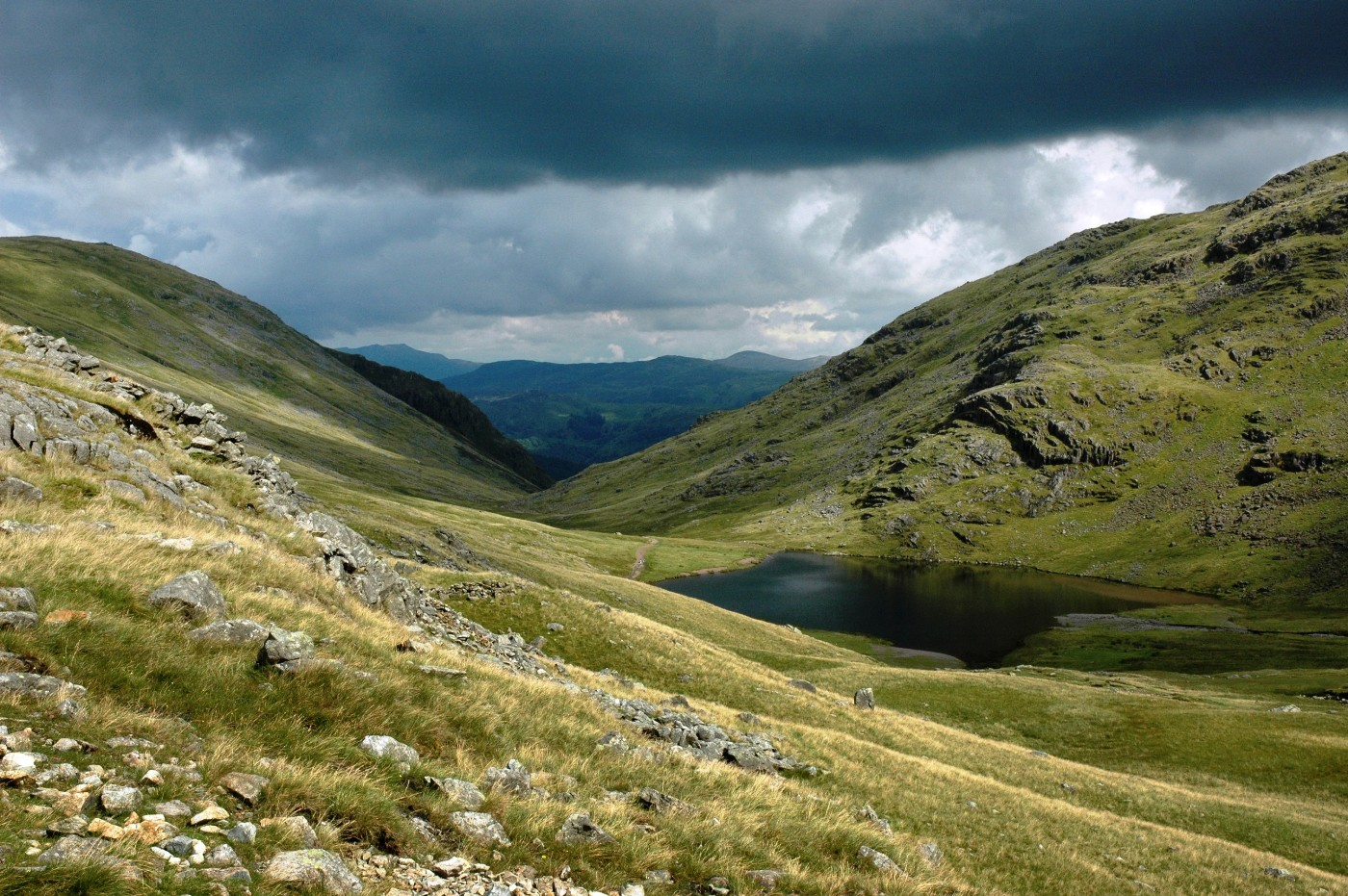